# Running Scared (película de 1986)
Running Scared (titulada Dos policías en apuros en Hispanoamérica y Apunta, dispara... y corre en España) es una película estadounidense de 1986 dirigida por Peter Hyams. Está protagonizada por Gregory Hines, Billy Crystal, Steven Bauer, Darlanne Fluegel, Joe Pantoliano, Dan Hedaya y Jimmy Smits. La película se estrenó el 27 de junio de 1986.

## Sinopsis
Después de estar a punto de morir mientras investigaban un caso, un par de policías de Chicago, Ray Hughes y Danny Constanzo (Gregory Hines y Billy Crystal), se ven obligados a tomarse unas vacaciones en Cayo Oeste. Una vez allí, deciden abandonar la policía y abrir un bar, pero antes tratarán de resolver el caso que estuvo a punto de costarles la vida.

## Reparto
| Actor            | Personaje                |
| ---------------- | ------------------------ |
| Gregory Hines    | Ray Hughes               |
| Billy Crystal    | Danny Costanzo           |
| Steven Bauer     | Detective Frank Sigliano |
| Darlanne Fluegel | Anna Costanzo            |
| Joe Pantoliano   | Snake                    |
| Dan Hedaya       | Capitán Logan            |
| Jimmy Smits      | Julio Gonzales           |
| Tracy Reed       | Maryann                  |